# گزانتین
گزانتین (به انگلیسی: Xanthine) با فرمول شیمیایی C۵H۴N۴O۲ یک پورین با شناسه پاب‌کم ۱۱۸۸ است؛ که جرم مولی آن ۱۵۲٫۱۱ g/mol می‌باشد. شکل ظاهری این ترکیب، جامد سفید است. این ترکیب یکی از محصولات حاصل از متابولیسم پورین است.
- از گوانین بر اثر آنزیم گوانین دزآمیناز حاصل می‌شود.
- از هیپوگزانتین بر اثر آنزیم گزانتین‌اکسیدورکتاز حاصل می‌شود.
- از گزانتوزین بر اثر آنزیم پورین نوکلئوزید فسفوریلاز حاصل می‌شود.

هیپوگزانتین (one oxygen atom)
گزانتین (two oxygens)
اسیداوریک (three oxygens)